# São Pedro de Sarracenos
São Pedro de Sarracenos ist eine Gemeinde (Freguesia) im portugiesischen Kreis Bragança. In ihr leben 380 Einwohner (Stand 19. April 2021).